# Bruford (gruppo musicale)
I Bruford sono stati un gruppo musicale angloamericano di fusion e rock progressivo, attivo tra il 1977 e il 1980 ed avente per bandleader il batterista britannico Bill Bruford.

## Storia

### Feels Good to Me
Il progetto Bruford prese corpo nell'agosto del 1977 durante la registrazione del primo album da solista di Bill Bruford, poi intitolato Feels Good to Me, cui parteciparono fra gli altri il tastierista Dave Stewart (ex Egg, Hatfield and the North e National Health), il chitarrista Allan Holdsworth, il bassista newyorkese Jeff Berlin e la musicista statunitense Annette Peacock alla voce. In corso d'opera Bruford decise di riunire i quattro colleghi in un gruppo stabile, identificandolo col proprio cognome a partire dalla copertina stessa dell'album in uscita.
Nel febbraio del 1978, un mese dopo la pubblicazione di Feels Good to Me, la band eseguì due brani dal vivo per il programma televisivo della BBC The Old Grey Whistle Test: Jeff Berlin, che era rientrato negli Stati Uniti, fu sostituito in via eccezionale da Neil Murray, ex National Health.
Subito dopo, Bill Bruford portò con sé Holdsworth negli UK da lui fondati con Eddie Jobson e John Wetton: tuttavia, dopo l'album omonimo (marzo 1978) e un tour degli Stati Uniti, batterista e chitarrista lasciarono quella band in quanto più attratti dall'improvvisazione in stile jazz – inaugurata appunto su Feels Good to Me – che dalle strutture obbligate del rock, predilette invece da Jobson e Wetton.

### One of a Kind, The Bruford Tapes
All'inizio del 1979 i Bruford, in una formazione a quattro senza Annette Peacock, si ritrovarono presso i Trident Studios di Londra e registrarono l'album One of a Kind, interamente strumentale. Il disco includeva due brani precedentemente eseguiti in concerto anche dagli UK, con Eddie Jobson ospite al violino in uno e coautore dell'altro. Il 7 marzo 1979, con il nuovo album non ancora pubblicato, il gruppo debuttò dal vivo all'Oxford Polytecnic, con un set di circa 40 minuti che la BBC filmò integralmente e mandò in onda dieci giorni dopo, nella trasmissione Rock Goes to College. L'esibizione, con Annette Peacock ospite in due dei brani da lei già interpretati su Feels Good to Me, fu distribuita sul mercato molti anni dopo (2006-2007) in formato DVD e CD, in entrambi i casi proprio con il titolo: Rock Goes to College.
A cavallo della pubblicazione di One of a Kind (maggio-giugno 1979) il quartetto fu impegnato in due tournée, rispettivamente nel Regno Unito e in Francia, dopodiché Holdsworth lasciò la band per poi intraprendere una prolifica carriera da solista. A partire dal tour successivo, svoltosi a luglio in Canada e Stati Uniti, nuovo chitarrista stabile divenne un allievo dello stesso Holdsworth, John Clark, subito indicato per scherzo in tutte le note ufficiali come: 'The Unknown' John Clark («Lo sconosciuto John Clark») a sottolinearne la notorietà oggettivamente inferiore a quella del predecessore. Da un concerto che i quattro tennero il 12 luglio 1979 a Roslyn, New York – registrato e missato a cura di un'emittente radiofonica locale – la casa discografica E.G. Records trasse pochi mesi dopo l'album The Bruford Tapes.

### Gradually Going Tornadoe scioglimento
Nell'ottobre del 1979 la nuova formazione incominciò a preparare il terzo disco in studio, presso i Surrey Sound Studios di Leatherhead. L'album Gradually Going Tornado uscì a febbraio del 1980 e vedeva ospiti la violoncellista Georgina "Georgie" Born e le due cantanti Amanda Parsons e Barbara Gaskin, tutte provenienti dall'orbita artistica di Dave Stewart. Jeff Berlin assunse per l'occasione anche il ruolo di voce solista, su metà dei brani. Più in generale, lo stile della band virò verso un misto tra rock progressivo e fusion.
Seguirono altre due tournée: nel Regno Unito ad aprile-maggio e di nuovo in America a giugno-luglio, dopodiché – sebbene esistano nastri di prove per un quarto lavoro, quasi tutte tenute in assenza di Berlin, l'unico dei quattro a vivere negli Stati Uniti – la band finì per sciogliersi, da un lato proprio per le difficoltà logistiche legate alla distanza, dall'altro per gli esiti commerciali deludenti e il conseguente mancato sostegno, sia economico che promozionale, da parte della E.G. Records.

### Carriere successive
All'inizio 1981 Bill Bruford entrò a far parte di una nuova incarnazione dei King Crimson (1981-84), tornò a militarvi anche tra il 1994 e il 1999 e per il resto proseguì la carriera in vari progetti, alcuni dei quali come bandleader degli Earthworks. Allan Holdsworth, come già detto, si affermò come solista a partire dal 1982 divenendo uno fra i più influenti chitarristi nel campo della fusion. Dave Stewart pochi anni più tardi (1986) inaugurò un duraturo sodalizio artistico con Barbara Gaskin, nel campo della canzone d'autore in chiave elettronica. Jeff Berlin alternò la carriera come solista alle attività di docente e turnista (nel 1989 avrebbe ritrovato Bruford in un tour americano di ABWH). Lo "sconosciuto" John Clark infine, a partire dagli anni ottanta, divenne chitarrista d'elezione del cantante britannico Cliff Richard, sia in studio che dal vivo.

## Formazione
Ultima (luglio 1979 - settembre 1980)
- Jeff Berlin – basso elettrico, voce
- Bill Bruford – batteria, percussioni
- 'The Unknown' John Clark – chitarra elettrica
- Dave Stewart – pianoforte elettrico, tastiere

Membri precedenti
- Allan Holdsworth – chitarra elettrica (1977-1979)
- Annette Peacock – voce (1977-1979)

## Discografia
Album in studio
- 1977 – Feels Good to Me
- 1979 – One of a Kind
- 1980 – Gradually Going Tornado

Album dal vivo
- 1979 – The Bruford Tapes
- 2007 – Rock Goes to College (registrato 1979)

Raccolte
- 2017 – Seems Like a Lifetime Ago (box in edizione limitata – 6 CD, 2 DVD)